# Džabal Bil Ajs
Džabal Bil Ajs (1934 m n. m.) je hora v jihovýchodní části Arabského poloostrova v jihozápadní Asii. Nachází se na státní hranici mezi Ománem a Spojenými arabskými emiráty. Nejvyšší vrchol hory sice leží na území Ománu, ale bezejmenný pahorek (1910 m n. m.) v západní části masivu představuje nejvyšší bod Spojených arabských emirátů (území emirátu Rás al-Chajma).

## Lanový skluz
V únoru 2018 byl na hoře Džabal Bil Ajs otevřen nejdelší lanový skluz na světě, dlouhý 2832 metrů, s rychlostí až 150 km/h.